# Norman Taylor
Norman Taylor   (York, 15 d'abril de 1899 - Guelph, 14 de desembre de 1980) fou un remador canadenc que va competir durant la dècada de 1920.
El 1924 va prendre part en els Jocs Olímpics de París, on guanyà la medalla de plata en la prova del vuit amb timoner del programa de rem.